# 折尾爱真短期大学
折尾爱真短期大学（日语：／ Orio Aishin Tankidaigaku *），简称折短（おりたん），是一所位于日本福冈县北九州市八幡西区的私立短期大学。

## 概要

### 简介
- 源流成立于1935年[1]。短期大学为于1966年开办[1]、由学校法人折尾爱真学园经营、来源于基督教思想。

### 历史
- 1966年 折尾女子经济短期大学成立并同时设置经济学科[1]。
- 2004年 改校名为折尾爱真短期大学。开始招収男学生[1]。
- 2011年 日语业余课程[注 1]成立[1]。

### 宪章
- 请参看折尾爱真短期大学的标志 （页面存档备份，存于） （日語） 2013年12月3日阅览。

## 学校环境
- 校区：在福冈县北九州市八幡西区

## 历任校长
- 增田孝：第一代短期大学校长[2]。
- 增田仰：现在短期大学校长[1]

## 组织

### 学科
- 经济学科

### 专科
| - 没有 |

### 业余课程
| - 日语业余课程 |

## 相关链接
- 日本短期大学列表